# تاريخ مرض الإيدز

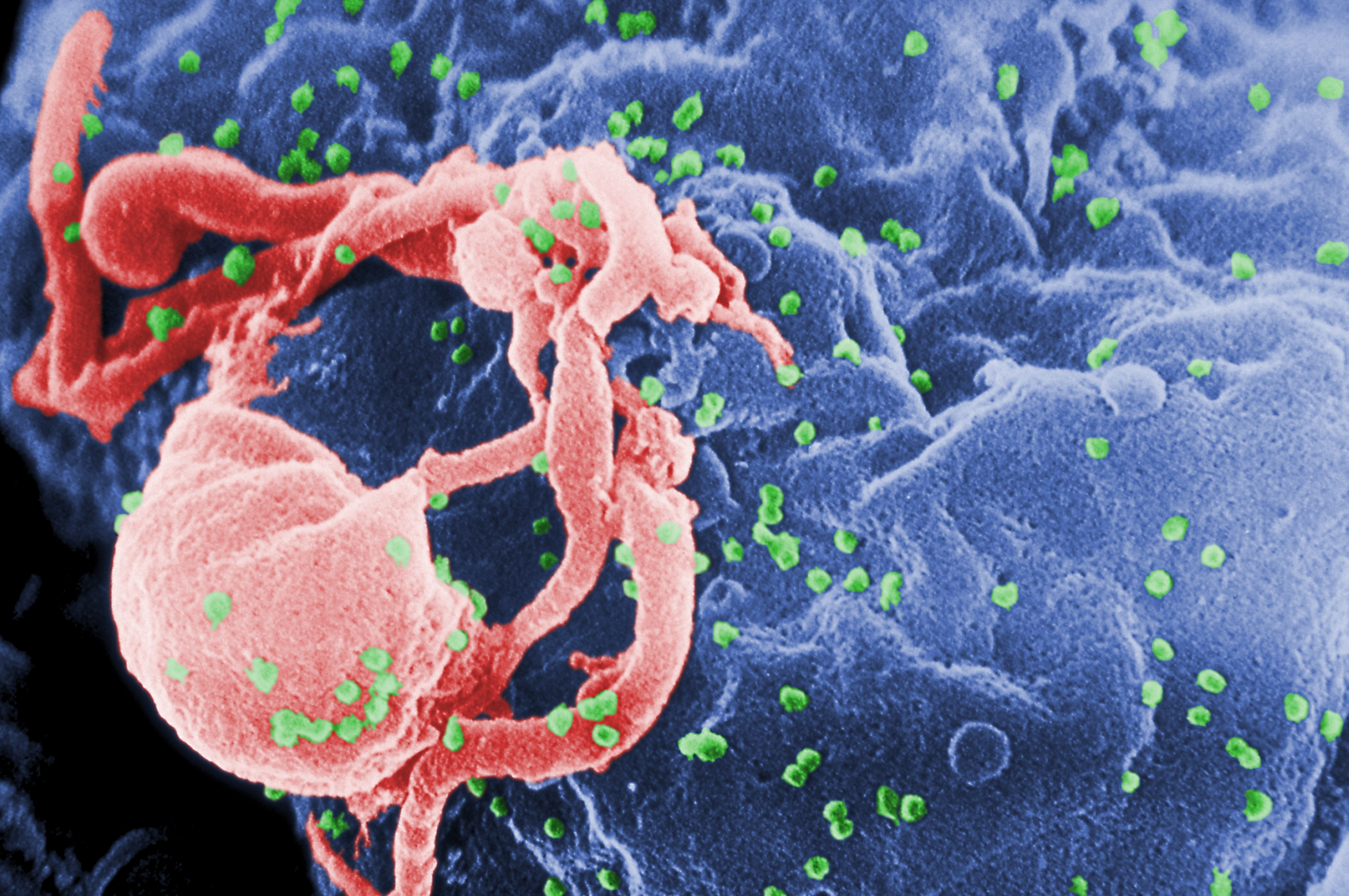
صورة مجهر إلكتروني ماسح بلون كاذب لفيروس العوز المناعي البشري باللون الأخضر، وخلية لمفاوية باللون الأحمر.

يحدث مرض الإيدز نتيجة الإصابة بفيروس عوز المناعة البشري الذي تعود أصوله إلى الرئيسيات غير البشرية في غرب أفريقيا ووسطها. اكتسبت العديد من المجموعات الفرعية قدرةً على عدوى البشر في أزمنة مختلفة، لكن الجائحة العالمية تعود أصولها إلى ظهور سلالة محددة سُميت فيروس عوز المناعة البشري 1 من المجموعة الفرعية «إم» الذي كُشف في مدينة ليوبولدفيل في الكونغو البلجيكية (كينشاسا في جمهورية الكونغو الديمقراطية حاليًا) في عشرينيات القرن العشرين.
هناك نمطان مختلفان من الفيروس: إتش آي في 1 و2. يُعد النمط الأول أكثر فتكًا وأسهل انتقالًا وهو مسؤول عن الغالبية العظمى من حالات العدوى بالفيروس حول العالم. ترتبط السلالة المسببة للجائحة ارتباطًا وثيقًا مع الفيروس الموجود في الشمبانزي من النوع الفرعي شمبانزي الوسط. يعيش هذا النوع في غابات الأمم الأفريقية الوسطى التي تشمل الكاميرون وغينيا الاستوائية والغابون وجمهورية الكونغو وجمهورية أفريقيا الوسطى. يملك النمط الثاني قدرةً أقل على الانتقال ويستوطن تقريبًا في غرب أفريقيا مصاحبًا لأقرب أقربائه فيروس المنجبي الأسخم، وهو قرد من العالم القديم يقطن في السنغال الجنوبية وجمهورية غينيا بيساو وغينيا وسيراليون وليبيريا وساحل العاج الغربي.

## الانتقال من الأنواع غير البشرية إلى البشر
يتفق أغلب الباحثين في مجال فيروس عوز المناعة البشري على نشوء الفيروس في وقت ما من قريبه فيروس عوز المناعة الذي يصيب قرود السعالي (إس آي في)، وأن هذين الفيروسين (بعد التطفر) انتقلا من الرئيسيات غير البشرية إلى البشر في الماضي القريب (نوع من الأمراض حيوانية المنشأ). تُجرى الدراسات في هذا المجال اعتمادًا على النسالة الجزيئية التي تقارن التسلسلات الجينومية الفيروسية لتحديد مدى القرابة.

### انتقال النمط الأول من فيروس عوز المناعة البشري من الشمبانزي والغوريلا إلى البشر
يتفق العلماء على أن السلالات (أو المجموعات) المعروفة من فيروس عوز المناعة البشري نمط 1 ترتبط ارتباطًا وثيقًا بفيروسات عوز مناعة السعالي المستوطنة في مجموعات البشرانيات البرية القاطنة في غابات غرب أفريقيا الوسطى. تكون هذه السلالات إما شديدة الارتباط بفيروس عوز مناعة السعالي التي تصيب قرود الوسط، وهي أنواع فرعية من الشمبانزي، أو ترتبط بفيروسات السعالي التي تصيب غوريلا السهول الغربية. تُشتق سلالة فيروس عوز المناعة البشري نمط 1 (المجموعة إم أو الرئيسية) المسؤولة عن الجائحة وإحدى السلالات النادرة الموجودة ضمن فئة صغيرة من سكان الكاميرون (المجموعة إن) بوضوح من سلالات فيروس عوز مناعة الشمبانزي المستوطن في فئة شمبانزي قرود الوسط التي تقطن في الكاميرون.
تُشتق إحدى السلالات شديدة الندرة أيضًا من النمط الأول (المجموعة بّي) من فيروس عوز مناعة الغوريلا في الكاميرون. ثبت أن السلف الأولي للمجموعة »أو» من النمط الأول تنتمي إلى فيروس عوز مناعة الغوريلا عام 2006، وهي سلالة تصيب 100,000 شخص أغلبهم من الكاميرون والبلدان المجاورة. ترتبط المجموعة إم من فيروس عوز المناعة البشري نمط 1 ارتباطًا وثيقًا بفيروس عوز مناعة السعالي الخاصة بالشمبانزي المكتشفة في الغابات المطيرة الجنوبية الشرقية في الكاميرون (المنطقة الشرقية حديثًا) قرب نهر سانغا. من المحتمل أن تكون هذه المنطقة مكان الانتقال الأول للفيروس من الشمبانزي إلى البشر، لكن مراجعة الأدلة الوبائية حول العدوى الباكرة لفيروس عوز المناعة البشري نمط 1 في عينات الدم المحفوظة ودراسة الحالات القديمة من الإيدز في وسط أفريقيا قادتا العديد من العلماء للاعتقاد بأن تمركز المجموعة إم من فيروس عوز المناعة البشرية نمط 1 بدايةً في البشر لم يكن في الكاميرون بل تجاه الجنوب في جمهورية الكونغو الديمقراطية (ثم الكونغو البلجيكية) وغالبًا في عاصمتها كينشاسا (سابقًا ليوبولدفيل).
إن استخدام التسلسلات الفيروسية الخاصة بفيرس عوز المناعة البشري نمط 1 المحفوظة في العينات البشرية الحيوية مع تقديرات معدلات تطفر الفيروس ساعد العلماء على تقدير توقيت انتقال الفيروس من الشمبانزي إلى البشر بين القرنينين التاسع عشر والعشرين، وهي حقبة التحضر والاستعمار السريعين في أفريقيا الاستوائية. لا يُعرف تمامًا زمن حدوث المرض الحيواني، لكن بعض دراسات التأريخ الجزيئي تقترح أن أحدث سلف مشترك لفيروس عوز المناعة البشرية نمط 1 من المجموعة إم  (الذي بدأ بالانتشار بين البشر) ظهر في أوائل القرن العشرين، وغالبًا بين 1915 و1941.
نُشرت دراسة عام 2008 تحلل التسلسل الفيروسي المأخوذ من خزعة في كينشاسا عام 1960 وقورنت مع تسلسلات فيروسية معروفة سابقًا لتصل إلى فرضية وجود سلف مشترك بينها بين عامي 1873 و1933 (تتراوح التقديرات الرئيسة بين 1902 و1921).
اعتُقد سابقًا أن إعادة التركيب الجيني يؤثر إلى حد كبير على تحليل علم الوراثة العرقي، لكن الجهود اللاحقة اقترحت أنه لا يرجح أن يسبب نتائج منحازةً منهجيًا رغم كونه يزيد التفاوت. تدعم نتائج تحليل الوراثة العرقية عام 2008 الجهود الأخيرة وتشير إلى أن فيروس عوز المناعة البشرية يتطور «على نحو مؤكد نوعًا ما». مُنع إجراء أبحاث أخرى بسبب تهديدها الشديد للرئيسيات. وفر تحليل العينات مقدارًا ضئيلًا من البيانات بسبب ندرة المواد التجريبية، لكن الباحثين كانوا قادرين على افتراض وجود وراثة عرقية من البيانات المجموعة، واستطاعوا أيضًا استخدام الساعة الجزيئية الخاصة بسلالة محددة من فيروس عوز المناعة البشرية لتحديد التاريخ البدئي للانتقال، والذي يُقدر بين 1915 و1931.

### انتقال الإيدز من المنجبي الأسخم إلى البشر
أُجري بحث مشابه على سلالات فيروس عوز مناعة سعليات الشكل التي جُمعت من عدة مجموعات قرود منجبي أسخم برية في أمم غرب أفريقيا التي تشمل سيراليون وليبيريا وساحل العاج. تظهر تحليلات الوراثة العرقية أن الفيروسات الأقرب إلى سلالات فيروس عوز المناعة البشري من النمط الثاني التي تنتشر بين البشر بشكل ملحوظ (مجموعتا إيه وبي من الفيروس) هي ذاتها فيروسات عوز مناعة المنجبي الأسخم المنتشرة بين قرود غابة تاي غرب ساحل العاج.
هناك ست مجموعات أخرى معروفة من النمط الثاني من فيروس عوز المناعة البشري وُجد كل منها في شخص واحد فقط، ويبدو أن جميعها جاءت من عدوى مستقلة من المنجبي الأسخم للبشر. ظهرت المجموعتان سي ودي في شخصين في ليبيريا، بينما اكتُشفت المجموعتان إي وإف في شخصين من سيراليون، وعُزلت المجموعتان جي وإتش من شخصين في ساحل العاج. يرجح أن تكون هذه السلالات من فيروس عوز المناعة البشرية مسؤولةً عن عدوى انتهائية (أي تنتقل من الحيوانات للإنسان ولا تستمر بالانتقال بين البشر)، وكل منها يرتبط إلى حد كبير بسلالات فيروس عوز مناعة سعليات الشكل الموجودة في المنجبي الأسخم القاطن في ذات البلاد التي وجد فيها المصابون من البشر. تقترح دراسات تحديد التاريخ الجزيئي أن كلا المجموعتين المستوطنتين (إيه وبي) بدأتا الانتشار بين البشر بين 1905 و1961 (تختلف التقديرات الرئيسية بين 1932 و1945).

### تناول لحوم الطرائد
وفقًا لنظرية الانتقال الطبيعي (التي تسمى أيضًا نظرية الصياد أو نظرية لحوم الطرائد)، انتقل الفيروس من البشرانيات أو القرود إلى الإنسان عند حدوث جرح أو عض للبائع أو الصياد في أثناء صيد الحيوانات أو ذبحها، وهذا كان التفسير الأبسط والأكثر قبولًا للانتقال المتصالب بين الأنواع لفيروسي عوز مناعة السعالي وعوز المناعة البشري (بعد التطفر). ربما سبب التعرض للدم أو سوائل الجسم الأخرى العدوى بفيروس عوز مناعة السعالي. قبل اندلاع الحرب العالمية الثانية، أُجبر بعض الأفارقة القاطنين جنوب الصحراء على الهجرة من مناطقهم الريفية نتيجة استيلاء الأوروبيين على مواردهم. لم يسع الأفارقة الريفيون إلى تطوير ممارساتهم الزراعية في الأدغال، بل جعلوا من حيواناتهم الداجنة مصدر لحومهم الرئيس. زاد هذا التعرض المفرط للحوم الطرائد والممارسات الخاطئة لذبح الحيوانات الاتصال بين دماء البشر والحيوانات، وهذا رفع احتمال انتقال الفيروس.
أظهر استطلاع حديث للاختبارات المصلية أن العدوى البشرية بفيروس عوز مناعة السعليات لم يكن نادرًا في أفريقيا الوسطى: إذ بلغت النسبة المئوية للبشر ذوي الأضداد النشطة مصليًا 2.3% بين عموم سكان الكاميرون، و7.8% في القرى التي اصطيدت فيها الطرائد وأُكلت لحومها، و17.1% في فئة السكان الأكثر تعرضًا ضمن هذه القرى (وهذا دليل على عدوى حالية أو سابقة بفيروس عوز مناعة السعليات). ما زالت كيفية تحول فيروس عوز مناعة السعليات إلى عوز المناعة البشري موضع جدل، رغم أن الانتقاء الطبيعي سيفضل الفيروسات القادرة على التكيف لتسبب العدوى وتتكاثر في الخلايا التائية للمضيف البشري.